# Sam Wanamaker
Sam Wanamaker CBE (Chicago, Illinois, 14 de juny de 1919 − Londres, 18 de desembre de 1993) és un actor i director de cinema estatunidenc, i la persona que més ha contribuït a la recreació del Teatre del Globus de William Shakespeare a Londres.

## Biografia
Samuel Watenmaker va néixer a Chicago, Illinois, fill dels immigrants jueus Molly Bobele i Morris Wanamaker. Va començar la seva carrera d'actor als 17 anys. Després de cursos al Goodman Theatre de Chicago, va començar a treballar en una tropa de summer stoc theatre a Chicago i al nord de Wisconsin (on va ajudar a construir l'escena del Peninsula Players Theatre el 1937) i va treballar a Broadway i en espectacles ambulants. El 1940 es va casar amb Charlotte Holland, una estrella de ràdio dels anys 1940 americana que es va convertir més tard en actriu. Va anar a la Drake University, de Iowa abans de servir en l'exèrcit americà entre 1943 i 1946 durant la Segona Guerra Mundial.
El 1952, en ple període del Terror Vermell  de Joseph McCarthy a Amèrica, malgrat el fet que hagués servit en l'exèrcit americà durant la Segona Guerra Mundial, Wanamaker va saber que havia estat posat a la llista negra de les personalitats de Hollywood per la House Un-American Activities Committee, cosa que va descobrir durant el rodatge de Mr. Denning Drives North  al Regne Unit. Wanamaker va decidir llavors no tornar als Estats Units; va continuar la seva carrera a Anglaterra, com a actor de teatre i de cinema, director i productor.

### Anglaterra i Amèrica
El 1957, es va convertir en director del New Shakespeare Theatre de Liverpool. El 1959, va entrar en la tropa del Shakespeare Memorial Theatre a Stratford-upon-Avon. En els anys 1960 i 70 va produir o va dirigir diverses peces a Covent Garden i en un altre lloc, sobretot la festa de l'aniversari de Shakespeare el 1974. En els anys 1970 Wanamaker va començar una relació durable amb l'actriu americana Jan Sterling, llavors vídua.
Va treballar alhora com a actor i director en pel·lícules i a la televisió, i va actuar en pel·lícules com The Spiral Staircase (1974), Private Benjamin (1980), Superman 4 (1987), i Baby Boom (1987). Va dirigir també obres de teatre. El 1980 va dirigir l'òpera de Giuseppe Verdi "Aïda", amb Luciano Pavarotti al San Francisco Opera.

### L'home que va construir el Globus

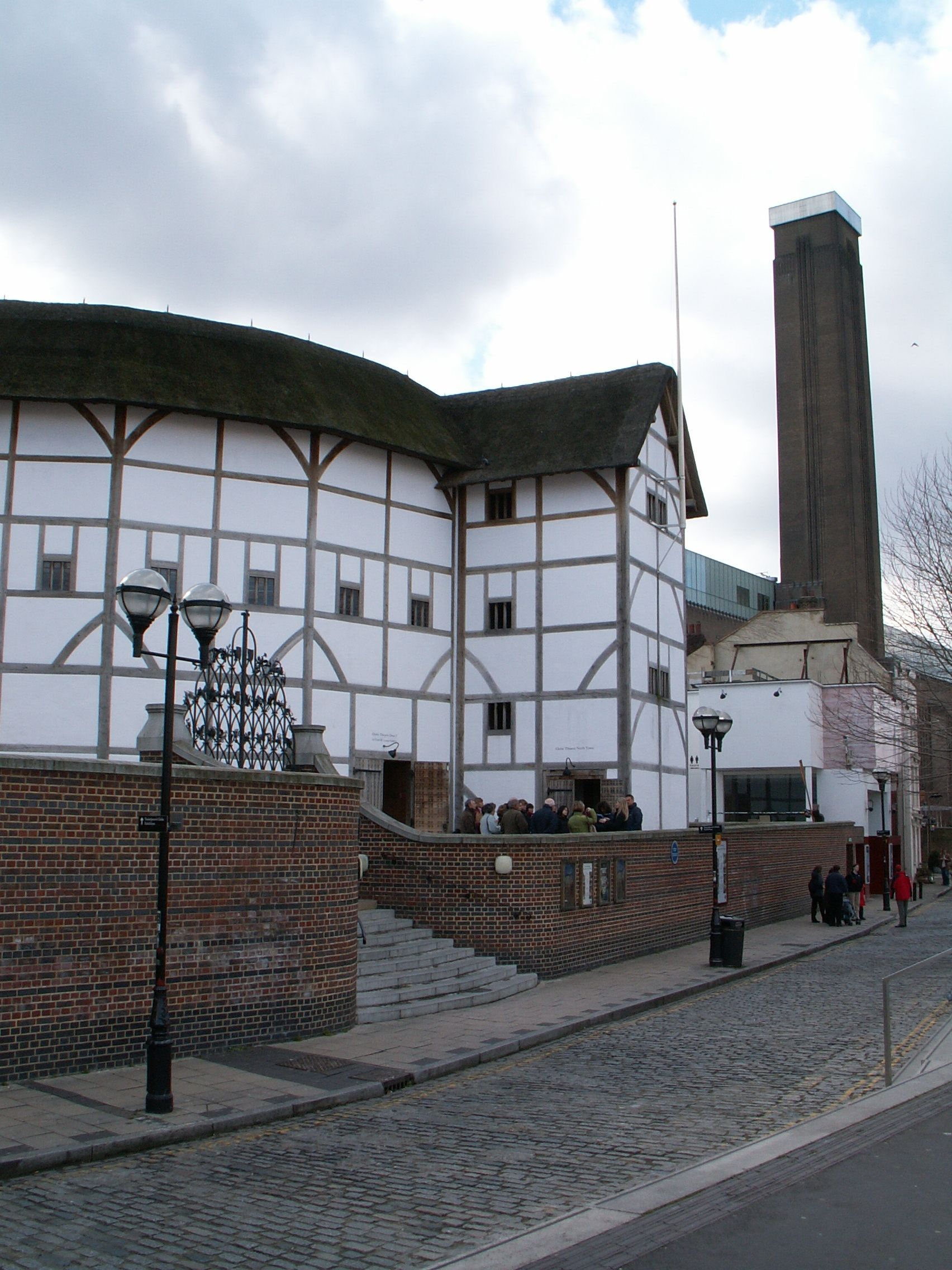
El teatre del Globus de Shakespeare, Southbank, Londres, 2004

Wanamaker funda el Shakespeare Globe Trust per tal de reconstruir el teatre del Globus a Londres, i va interpretar un paper central en la realització del projecte, recaptant més de deu milions de dòlars. Segons The New York Times , va ser la "Gran Obsessió" de Wanamaker, més que realitzar una rèplica exacta del primer teatre del Globus de Shakespeare, obtenint finalment el suport financer del filantrop i amant de Shakespeare Samuel H. Scripps.
Segons Karl Meyer de The New York Times :
The Shakespeare project helped Mr. Wanamaker keep his sanity and dignity intacte. Hom his first visit to London in 1949, he had sought rastres of the original theater and was astonished to find only té blackened placa hom any unused brewery. He found this neglect inexplicable, and in 1970 launched the Shakespeare Globe Trust, later obtaining the building indret and necessary permisos despite té hostil local council. He siphoned his earnings tens actor and director into the project, undismayed by the skepticism of his British colleagues.
Sobre la riba sud del Tàmesis, prop del lloc on es troba la reconstrucció del Teatre del Globus de Shakespeare, es troba una placa que diu:
In Thanksgiving for Sam Wanamaker, Actor, Director, Producer, 1919-1993, whose vision rebuilt Shakespeare's Globe Theatre on Bankside in this parish.
Wanamaker va morir d'un càncer de pròstata a Londres als 74 anys. abans que el seu somni estigués acabat, i abans de la inauguració del teatre per Elisabet II del Regne Unit el juny de 1997. Va tenir tres filles, Abby, Jessica i l'actriu Zoë Wanamaker.

## Filmografia

### Actor

#### Cinema
- 1948: My Girl Tisa: Mark Denek
- 1949: Give Us This Day: Geremio
- 1952: Mr. Denning Drives North: Chick Eddowes
- 1954: The Secret: Nick Delaney
- 1959: Conflictes sexuals (The Battle of the Sexes): Narrador
- 1960: Les Criminels: Mike Carter
- 1962: Tarass Bulba de J. Lee Thompson (Filipenko)
- 1964: Man in the Middle: Maj. Leon Kaufman, psychiatre
- 1965: L'Espion qui venait du froid de Martin Ritt (Peters)
- 1965: Those Magnificent Men in their Flying Machines, or How I Flew from London to Paris in 25 Hours and 11 Minuts de Ken Annakin
- 1967: The Day the Fish Came Out: Elias
- 1968: Danger Route: Lucinda
- 1975: The Spiral Staircase: Tinent Fields
- 1976: Voyage of the Damned de Stuart Rosenberg (Carl Rosen)
- 1976: The Sell-Out (Harry Sickles)
- 1976: The Billion Dollar Bubble (Stanley Goldblum)
- 1977: Billy Jack Goes to Washington (Bailey)
- 1978: Mort al Nil (Death on the Nile)
- 1978: Holocaust (TV mini-sèrie) (Moses Weiss)
- 1979: Contro 4 bandiere (Ray MacDonald)
- 1980: The Competition (Andrew Erskine)
- 1980: Private Benjamin de Howard Zieff (Teddy Benjamin)
- 1984: Irreconcilable Differences (David Kessler)
- 1986: Le Contrat, de John Irvin
- 1987: Baby Boom (Fritz Curtis)
- 1987: Superman 4 (David Warfield)
- 1988: Baby Boom (sèrie de 1988 adaptació del film de 1987 Baby Boom) (Fritz Curtis)
- 1988: Tajna manastirske rakije (Ambaixador Morley)
- 1988: Judgment in Berlin (Bernard Hellring)
- 1991: Pure Luck (Highsmith)
- 1991: Acorralat per la justícia (Guilty by Suspicion) (Felix Graff)
- 1992: La ciutat de l'alegria (cameo)

### Director
- 1964: Court Martial (Sèrie TV) - episodi?
- 1966: Hawk (sèrie TV) - episodis "Do Not Mutilate or Spindle", "Game with a Dead End" i "How Close Can You Get?"
- 1967: Coronet Blue (sèrie TV) - episodis "The Rebels", "Man Running", "Saturday" i "The Presence of Evil"
- 1967: Dundee and the Culhane (sèrie TV) - episodi "The Jubilee Raid Brief"
- 1977: Custer (sèrie TV) - episodi "Sabers in the Sun" (1967)
- 1967: Cimarron Strip (sèrie TV) - episodi "Broken Wing"
- 1968: The Champions (sèrie TV) - episodi "To Trap A Rat
- 1968: Primere (sèrie TV) - episodi "Lasllocr"
- 1968: Lancer (sèrie TV) - episodi "The High Riders"
- 1969: The File of the Golden Goose
- 1970: The Executioner
- 1971: L'or de ningú (Catlow)
- 1977: Columbo: Temporada#Episodi 3: The Bye-Bye Sky High I.Q. Murder Case (Sèrie TV)
- 1977: Simbad i l'ull del tigre (Sinbad and the Eye of the Tiger)
- 1978: David Cassidy - Man Undercover (sèrie TV) - episodi "Cage of Steel"
- 1979: Kate Love A Mystery (sèrie TV) - episodis "A Puzzle for Prophets" i "Falling Star"
- 1979: Return of the Saint (sèrie TV) - episodi "Vicious Circle"
- 1979: Hart to Hart (sèrie TV) - episodi "Death in the Slow Lane"
- 1981: The Killing of Randy (TV)
- 1989: Columbo: Temporada 8 #Episodi 4: Grand Deceptions) (Sèrie TV)

## Premis i nominacions
Nominacions
- 1978: Primetime Emmy al millor actor secundari en sèrie dramàtica per Holocaust